# プレシデンテ・エラースリス級防護巡洋艦
| プレシデンテ・エラースリス級防護巡洋艦 | プレシデンテ・エラースリス級防護巡洋艦                                                               |
| -------------------------------------- | --- |
|                                        | |
| 艦級概観                               | |
| 艦種                                   | 防護巡洋艦                                                                                           |
| 艦名                                   | 人名                                                                                                 |
| 前級                                   | エスメラルダ                                                                                         |
| 次級                                   | ブランコ・エンカラダ                                                                                 |
| 性能諸元                               | |
| 排水量                                 | 常備：2,047トン                                                                                      |
| 全長                                   | 81.79m                                                                                               |
| 全幅                                   | 10.89m                                                                                               |
| 吃水                                   | 4.4m                                                                                                 |
| 機関                                   | 形式不明石炭専焼円缶4基 +レシプロ機関2基2軸推進                                                      |
| 最大 出力                              | 5,400hp                                                                                              |
| 最大 速力                              | 12.0ノット (機関航行のみ)                                                                            |
| 航続 距離                              | -ノット/-海里                                                                                        |
| 燃料                                   | 石炭：200トン（常備）、400トン（満載）                                                               |
| 乗員                                   | 170名                                                                                                |
| 兵装                                   | 15cm（36口径）単装砲4基 12cm（36口径）単装砲2基 5.7cm（43口径）単装砲4基 35.6cm水中魚雷発射管単装3基 |
| 装甲                                   | 鉄製 甲板：25～35mm 主砲防楯：85mm 司令塔：75mm                                                      |

プレシデンテ・エラースリス級防護巡洋艦（スペイン語: Cruceros protegidos clase Presidente Errázuriz）は、チリ海軍がフランスに発注した防護巡洋艦の艦級である。

## 概要
本級はチリ海軍が自国の沿岸防御用にフランスのラ・セーヌ社に発注した艦級である。

## 艦形について

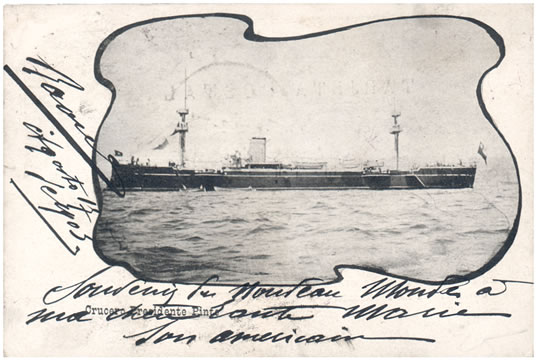
就航時の「プレシデンテ・ピント」。

船体形状は当時、フランス海軍が主力艦から軽艦艇に至るまで主に導入していたタンブル・ホーム型船体である。これは、水線部から上の構造を複雑な曲線を用いて引き絞り、船体重量を軽減できる船体方式で、他国では帝政ロシア海軍やドイツ海軍、アメリカ海軍の前弩級戦艦や巡洋艦にも採用された。外見上の特徴として水線下部の艦首・艦尾は著しく突出し、かつ舷側甲板よりも水線部装甲の部分が突出すると言った特徴的な形状をしている。このため、水線下から甲板に上るに従って船体は引き絞られ甲板面積は小さくなっている。これは、備砲の射界を船体で狭められずに広い射界を得られる。
本級の船体形状は前級と同じく乾舷の高い艦首から低い艦尾までなだらかに傾斜する平甲板型船体である。水面部が突出した艦首から艦首甲板上に12cm単装速射砲が1基、二段の見張り所を持つミリタリーマストが1本立つ。マストの後部には司令塔を基部に持つ艦橋が配置され、両脇に船橋（ブリッジ）が設けられた。その背後に1本煙突が立ち、その周囲は艦載艇置き場となっており、片舷2本ずつを1組として片舷2組ずつ計4組のボート・ダビットにより運用された。主砲の15cm単装速射砲は船体中央部の2箇所に設けられた張り出し部にケースメイト（砲郭）配置で片舷2基ずつ計4基4問が配置された。後部甲板には後部ミリタリー・マストと12cm単装速射砲が後ろ向きに1基である。この武装配置により首尾線方向に最大15cm砲2門・12cm砲1門、左右方向に最大15cm砲2門、12cm砲2門が指向出来た。

## 同型艦
- プレシデンテ・エラースリス（Presidente Errázuriz）

1889年にラ・セーヌ社造船所にて起工、1890年6月21日進水、1892年竣工。1920年に除籍後に解体処分。
- プレシデンテ・ピント（Presidente Pinto）

1890年9月4日進水。1905年5月26日難破。

## 参考図書
- 「Conway All The World's Fightingships 1860-1905」（Conway）